# 擇天記 〜宿命の美少年〜
『擇天記 〜宿命の美少年〜』（たくてんき しゅくめいのびしょうねん、原題：择天记）は、2017年の中国のテレビドラマ。全56話。主演はルハン、グーリーナーザー、ウー・チェン、ツォン・チューシー、シュー・リンユエ、チャン・ジュンニン、ガオ・ハンユー、リン・スーイー、エリック・ツァン。

## 登場人物

### 主要人物
陳長生
演 - ルハン

徐有容
演 - グーリーナーザー

白落衡
演 - ウー・チェン
白虎妖族の公主
唐棠
演 - ツォン・チューシー

莫雨
演 - シュー・リンユエ

秋山君
演 - チャン・ジュンニン
寅行道の子
軒轅破
演 - ガオ・ハンユー
妖族の少年
小黒龍
演 - リン・スーイー
龍族
計道人
演 - エリック・ツァン
道尊、陳長生と余人の師傅

### その他
寅行道/伏蛇首領
演 - 張兆輝
大周教宗、五聖の一
辛教士
演 - 白翔
離宮の教諭
帝令女官
演 - 薛佳凝
莫雨の母
周独夫
演 - 翟天臨
五聖の一
周玉人
演 - 劉凱菲
周独夫の妹
太宗
演 - 何中華
大周の皇帝
天海幽雪
演 - チェン・シュー
大周の皇后、余人の母
天海承武
演 - 任山
天海幽雪の兄
天海牙児
演 - 曲哲明
天道院の弟子
苟寒食
演 - 馮茘軍
離山剣宗の二師兄
関飛白
演 - 権沛倫
離山剣宗の弟子
七間
演 - 尤靖茹
離山剣宗の弟子
凝秋
演 - 周開開

余人
演 - 付嘉
陳長生の師兄
荘換羽
演 - 肖宇梁

霍光
演 - 趙志偉
天道学院の学生
蘇墨虞
演 - 任豪

荀梅
演 - マギー・シュウ

王破
演 - 南伏龍

唐秋
演 - 王崗
唐家主
唐海
演 - 張嘉鼎

周通
演 - 王茂蕾
清吏司主事
徐太宰
演 - 賀鏹
徐有容の祖父
徐維信
演 - 陸忠
徐有容の父
徐夫人
演 - 童彤
徐有容の母
霜児
演 - 于洋
徐家の女侍
紀晋
演 - 郭家諾
天書陵内白袍碑侍
薛醒川
演 - 王鉑清

劉小婉
演 - 梁芸馨

薬炉童子
演 - 武沢錦熙

陳留王
演 - 祖懐

白帝
演 - 王策
白虎妖族の王
白后
演 - 龔蓓苾
妖族の皇后
金玉律
演 - 高聖遠
妖族の將領
神女
演 - 高洋
妖族の神女
小徳
演 - 郝帥
妖族の將領
汗青
演 - 郭洛宇
魔族の太子
南客
演 - 姚笛
魔族の公主
黒袍
演 - 李超

玄幽子
演 - 白海濤
魔族八大護法の一
耶識檀律
演 - 顧又銘

蓮
演 - 吉麗

無面
演 - 徐嘉蔓

琴律
演 - 呉雅君

## 挿入歌
| #  | タイトル                 | 作詞         | 作曲 | 歌手           |
| -- | ------------------------ | ------------ | ---- | -------------- |
| 1. | 「星辰」(オープニング曲) | 劉暢         | 譚旋 | 張傑           |
| 2. | 「注定」(エンディング曲) | 欒杰         | 譚旋 | 周筆暢、白挙綱 |
| 3. | 「心不由己」(挿入歌)     | 周潔穎、譚旋 | 譚旋 | 郁可唯         |
| 4. | 「愛与願違」(挿入歌)     | 周潔穎       | 譚旋 | 弦子           |
| 5. | 「故意」(挿入歌)         | 劉暢         | 譚旋 | 何潔、孫郡     |